# Hemerobius pallipes
Hemerobius pallipes är en insektsart som beskrevs av Olivier 1792. Hemerobius pallipes ingår i släktet Hemerobius och familjen florsländor. Inga underarter finns listade i Catalogue of Life.